# Отеј (Орн)
Отеј (фр. Autheuil) насеље је и општина у северној Француској у региону Доња Нормандија, у департману Орн која припада префектури Мортањ о Перш.
По подацима из 2011. године у општини је живело 144 становника, а густина насељености је износила 23,15 становника/km². Општина се простире на површини од 6,22 km². Налази се на средњој надморској висини од 218 метара (максималној 256 m, а минималној 172 m).

## Демографија
| 1962. | 1968. | 1975. | 1982. | 1990. | 1999. | 2011. |
| ----- | ----- | ----- | ----- | ----- | ----- | ----- |
| 138   | 155   | 134   | 117   | 107   | 127   | 144   |

График промене броја становника у току последњих година